# 季風雨林
简称季雨林（英語：seasonal forest），是介于熱帶雨林（常绿阔叶林）和热带旱生林（落叶阔叶林）之间的混交林，因為位於季風氣候區，有短暫的乾季，許多的树种具有落葉的特性，但没有落叶阔叶林明显。因陽光可照射到地面，底層灌木叢生，常形成叢林（jungle），通行不易。生物種類與熱帶雨林相似，成連續分布，唯地面活動之脊椎動物較多。中南半島、印度半島、南洋群島部分地區及中国大陸海南岛、西双版纳及台灣南部也有此種氣候的分布。花期集中雨季，外觀較熱帶雨林華麗。
季雨林一般用于热带，温带和亚热带没有严格意义下的雨林，但是温带季雨林、亚热带季雨林一般简称“温带雨林”、“亚热带雨林”。

## 分类
- 落叶季雨林
- 半常绿季雨林
- 石灰岩山地季雨林

## 植物
海岸線和平原常會被常綠植物覆蓋，例如:松樹。在高地，日本藍像木(Japanese Blue Oak)則佔主導位置。